# Hans Rudolf Maurer
Hans Rudolf Maurer (* 18. April 1752 in Zürich; † 1805 in Hottingen bei Zürich) war ein Schweizer Lehrer und evangelischer Geistlicher.

## Leben

### Familie
Hans Rudolf Maurer war der Sohn von Hans Jakob Maurer (* 1729 in Zürich; † 23. Juli 1774 ebenda) und dessen Ehefrau Anna Barbara (* 26. Februar 1730 in Zürich; † 24. November 1781 ebenda), die Tochter von Jakob Ochsner (1702–1748); er hatte noch sechs Geschwister.
Seit 1783 war er mit Anna Maria (* 1758 in Zürich; † 17. Juli 1803), die Tochter von Johann Heinrich Waser, Diakon und Pfarrer in Winterthur, verheiratet; gemeinsam hatten sie vier Kinder.
Sein angeheirateter Schwager war der Baumeister David Vogel.

### Werdegang
Nach Abschluss seines Theologiestudiums an der Universität Zürich unternahm Hans Rudolf Maurer 1773 eine längere Reise nach Orbe im Waadtland.
1775 kam er nach Weiningen, wo er als Hauslehrer die Kinder des Landschreibers Hans Heinrich Hirzel (1729–1790) unterrichtete, darunter den späteren Kirchenhistoriker Heinrich Hirzel.
Ab 1778 unterrichtete er an der Lateinschule des Collegium Carolinum in Zürich, bevor er 1792 Pfarrer in Affoltern am Albis wurde. 1804 musste er das Amt dann jedoch aus gesundheitlichen Gründen aufgeben; in dieser Zeit übte er von 1798 bis 1799 das Amt des Schulinspektors aus.

### Schriftstellerisches Wirken
Hans Rudolf Maurer publizierte verschiedene Reisebeschreibungen und veröffentlichte einige historische Beiträge, so unter anderem 1779 Kurze Geschichte der Schweiz und 1792 Der warme Hirsebrey (siehe auch Hirsebreifahrt).

## Schriften (Auswahl)
- Kurze Geschichte der Schweiz.
  - Für Anfänger. Zürich, 1779.
  - Zum Gebrauch der Schulen. Zürich 1782.
- Beschreibung des Habspurgerbads, Band 1. Zürich 1787.
- Local-Beschreibung des Heilbads zu Baden in der Schweiz. Zürich 1790.
- Denkmale des Geschmacks, der Sitten und Gebräuche der alten Schweizer, Band 1. Zürich 1792. Die Reihe wurde nicht fortgesetzt.[4]
- Kleine Reisen im Schweizerland: Beyträge zur Topographie und Geschichte desselben. Zürich 1794.
- Der warme Hirsbrey von Zürich auf dem Freyschiessen zu Strassburg: Eine Legende aus dem sechzehnden Jahrhundert. Zürich 1797.